# Nuno Ricardo
Nuno Ricardo é um treinador português de natação. Licenciado e mestre em Treino Desportivo (Natação) pela Escola Superior de Desporto de Rio Maior , é o treinador principal do Clube de Natação de Rio Maior.
Os seus atletas têm-se destacado pelos resultados obtidos, tanto a nível europeu como a nível mundial. A 20 de junho de 2021 o seu atleta Tiago Campos qualificou-se para os Jogos Olímpicos de Verão de 2020.
1. ↑  «Tiago Campos nos Jogos Olímpicos de Tóquio». ESDRM